# Fernando de Felipe
Fernando de Felipe Allué es un profesor de universidad español, nacido en Zaragoza en 1965. Ejerce también de guionista de cine y televisión, además de haber sido uno de los grandes historietistas de finales de los años 80 y principios de los 90 del siglo pasado.

## Biografía y obra

### Inicios profesionales: El cómic
Fernando de Felipe estudio Bellas Artes en la Universidad de Barcelona, iniciando su trayectoria como historietista en los años 80, formando parte del "Equipo Bustrófedon". En un mercado en crisis, como era el español de mediados de esa década y principios de la siguiente, trabajó en las revistas de Toutain Editor, "Totem el Comix" (Nacido salvaje, 1988) y "Zona 84" (ADN, 1989), mayormente con guiones de Óscaraibar.
Siendo ya profesor en su Facultad de Bellas Artes, Fernando de Felipe publicó Marketing & Utopía Made in USA ("Zona 84", 1990), continuando así lo que el crítico Jordi Costa ha denominado como su "ciclo mutante", heredero del zapping y de autores estadounidenses como Bill Sienkiewicz, Frank Miller y Alan Moore.  Siguieron luego S.O.U.L. (1991), con guion de Vicente Rodríguez Sánchez, y ya definitivamente en solitario, El hombre que ríe y Museum, ambas de 1992.
En 1994, empezó a serializar en la revista "Viñetas" su última serie de cómic hasta la fecha: Black Deker. 

### Madurez: El cine
Desde 1997 ha sido profesor de la Facultad de Ciencias de la Comunicación Blanquerna de la Universidad Ramon Llull. Ese mismo año dirigió el cortometraje Oedipus y el siguiente, la colección de ensayos cinematográficos "WideScreen" para Glénat España.
Fue guionista de las películas Raíces de sangre y Darkness, ambas de 2002, y Palabras encadenadas (2003). 
En febrero de 2007 y junto a otros 23 destacados historietistas aragoneses, participó en la exposición colectiva "Aragón tierra de tebeos", celebrada en el Centro Joaquín Roncal de Zaragoza y comisariada por Juan Royo.

## Obra
Historietística
- 1988 Nacido salvaje con guion de Óscaraibar, para "Totem el Comix" (Toutain Editor)
- 1989 ADN con guion de Óscaraibar, para "Zona 84" (Toutain Editor)
- 1990 Marketing & Utopía Made in USA, para "Zona 84" (Toutain Editor)
- 1991 S.O.U.L., con guion de Vicente Rodríguez Sánchez, para "Zona 84" (Toutain Editor)
- 1992 El hombre que ríe para "Zona 84" (Toutain Editor)
- 1992 Museum para "Comix Internacional" (Toutain Editor)
- 1994 Black Deker para "Viñetas" (Ediciones Glénat).[1]

Cinematográfica
- 1997 Oedipus, como director
- 2002 Raíces de sangre, como guionista
- 2002 Darkness, como guionista
- 2003 Palabras encadenadas, como guionista